# Günther Hudak
Günther Hudak (* 12. Oktober 1939 in Käsmark, heute Slowakei; † 22. September 1992 in Schwerin) war ein deutscher Beamter und Gewerkschafter.
Hudak war der Sohn des evangelischen Pädagogen und späteren Politikers Adalbert Hudak. Er besuchte ein Gymnasium und das Ohm-Polytechnikum in Nürnberg. 1963 stieg er in den gehobenen Dienst der Erlanger Stadtverwaltung ein, drei Jahre später legte er die Prüfung zum Stadtinspektor ab und war danach im Personalamt tätig. 1974 wurde er Vorsitzender der Gruppe der Beamten im Gesamtpersonalrat, von 1986 bis zu seinem Tod leitete er das Einwohner- und Wahlamt der Stadt Erlangen. Hudak stieg 1967 in den Bayerischen Beamtenbund ein, in dem er Mitglied des Hauptvorstands und zuletzt stellvertretender Landesvorsitzender war. Beim Zentralverband der Gemeindebeschäftigten in Bayern, der Gewerkschaft der kommunalen Beamten und Arbeitnehmer gehörte er dem Landesvorstand an und war von 1988 an Landesvorsitzender. Er saß außerdem sowohl im Bundesvorstand der KOMBA als auch im Bundeshauptvorstand des Beamtenbundes. Er war auch ehrenamtlicher Richter beim Bayerischen Verwaltungsgerichtshof. Vom 1. Januar 1990 bis zu seinem Tod gehörte er dem Bayerischen Senat an.